# Ходзё Удзицуна
Ходзё Удзицуна (北条 氏綱, 1487 — 10 августа 1541) — японский даймё, правитель Одавары (1519—1541). Старший сын и преемник знаменитого военачальника Исэ Соуна (1432—1519).

## Биография
В сентябре 1519 года после смерти своего отца Исэ (Ходзё) Соуна Удзицуна унаследовал его владения в регионе Канто (центральном районе острова Хонсю). Продолжал захватническую политику своего отца.
В январе 1524 года Ходзё Удзицуна во главе армии выступил в поход на замок Эдо, находившийся в центре равнины Канто. Замок Эдо принадлежал даймё Уэсуги Томооки (1488—1537), который отказался передать его Ходзё. Уэсуги Томооки собрал войско и выступил навстречу противнику, расположившись у Таканавы. В битве при Таканавахара Ходзё Удзицуна смог обойти противника и атаковал его силы с тыла. Уэсуги Томооки потерпел поражение и отступил на Эдо, но местный комендант Ота Суэтада вступил в тайные переговоры с Ходзё и сдал ему крепость.
В июле 1526 года в битве при Насинокидайра Ходзё Удзицуна потерпел поражение от войска Такэды Нобуторы.
После взятия Эдо началась 17-летняя война между домами Го-Ходзё и Уэсуги за провинцию Канто. Инициатива вместе с успехом переходила от одной стороны к другой. В 1526 году Сатоми Санэтака, союзник Уэсуги, одержал победу над Ходзё, занял город Камакуру и разрушил великое святилище бога войны Цуругаока Хатиман-гу. Вскоре против Ходзё Удзицуны выступил Имагава Ёсимото (1519—1560), правитель провинции Суруга. Он заключил союз с родом Такэда, направленный против Го-Ходзё.
В 1530 году в битве при Одзавахара 15-летний Ходзё Удзиясу (старший сын Удзицуны) впервые принимал участие в сражении против Уэсуги Томооки из семьи Огигаяцу, родственной семье Уэсуги.
В 1535 году Уэсуги Томооки возобновил военные действия против рода Ходзё. Томооки напал на владения Ходзё, воспользовавшись тем, что Ходзё Удзицуна в это время был занят войной с родом Такэда. Однако Удзицуна успел вернуться и разбил войско Уэсуги у Ирумы. В 1537 году Уэсуги Томооки скончался в своём замке Кавагоэ, ему наследовал сын Уэсуги Тамасада (ум. 1545). В том же году Ходзё Удзицуна, воспользовавшись смертью своего противника и передачей власти его сыну, осадил и захватил замок Кавагоэ, окончательно закрепив за собой провинцию Канто.
Затем Ходзё Удзицуна обратил свой взор на провинцию Симоса, находившуюся в районе Токийского залива. В 1537 году Асикага Ёсиаки и Сатоми Ёситаки заключили союз, направленный против возрастающего могущества клана Го-Ходзё. В 1538 году союзники укрепились в замке Конодаи. Асикага Ёсиаки получил от друзей совет атаковать Ходзё до переправы через реку Тонэгава, но он не послушался этого совета. Сатоми Ёситака и старший сын Ёсиаки Мотоёри выступили навстречу Ходзё Удзицуне. В первой битве при Конодаи армия Ходзё одержала победу над силами противников. Асикага Мотоёси проявил храбрость и убил до 30 вражеских воинов, но вскоре сам был убит. Его отец Асикага Ёсиаки пытался спастись бегством, но был убит стрелой. После гибели Ёсиаки инициатива в войне перешла на сторону Ходзё Удзицуны, который подчинил себе провинцию Симоса.
К концу своего правления Ходзё Удзицуна отстроил город Камакуру, а также замки Одавара и Эдо. Многие самураи со всех концов Японии поступали на службу роду Го-Ходзё.
В августе 1541 года Ходзё Удзицуна скончался, ему наследовал сын Ходзё Удзиясу (1541—1570).